# Ityorhoptrum verruculosum
Ityorhoptrum verruculosum är en svampart som först beskrevs av M.B. Ellis, och fick sitt nu gällande namn av P.M. Kirk 1986. Ityorhoptrum verruculosum ingår i släktet Ityorhoptrum, divisionen sporsäcksvampar och riket svampar.   Inga underarter finns listade i Catalogue of Life.